# Балюк Галина Іванівна
Гали́на Іва́нівна Балю́к (нар. 15 вересня 1951, Веселе) — українська правознавиця, педагог. Доктор юридичних наук (2000), професор (2002). Заслужений юрист України (2011). Дослідниця екологічного та ядерного права, міжнародного комерційного арбітражу, теорії держави і права.
Понад 35 років — педагог Київського національного університету імені Тараса Шевченка (1987—т. ч.), професор кафедри екологічного права. Авторка понад 400 наукових робіт, зокрема підручників, навчальних посібників та монографій. Арбітр декількох міжнародних комерційних арбітражів.

## Життєпис
Народилась 15 вересня 1951 року в селищі Веселе на Харківщині.
У 1975 році з відзнакою закінчила юридичний факультет Київського державного університету імені Тараса Шевченка за спеціальністю правознавство.
Відтоді ж — завідувачка загального відділу виконкому Подільської районної Ради народних депутатів, з 1980 року — секретар виконкому.
З 1985 року — викладач (пізніше — старший викладач) кафедри права Інституту підвищення кваліфікації керівних працівників та спеціалістів комунального господарства. У 1986 році здобула науковий ступінь кандидата юридичних наук, захистивши дисертацію на тему «Взаимосвязь правовой культуры и демократии в социалистическом обществе».
З 1987 року — доцент кафедри господарського і аграрного права КДУ імені Тараса Шевченка. З 1995 року — наукова консультантка Комітету Верховної Ради України з питань паливно-енергетичного комплексу, ядерної політики та ядерної безпеки, брала участь у розробці низки нормативно-правових актів.
У 1998 році перейшла на кафедру трудового, земельного та екологічного права. Через два роки здобула науковий ступінь доктора юридичних наук, захистивши першу на той час дисертацію з ядерного права — «Проблеми формування та становлення ядерного права України». У 2002 році затверджена у вченому званні професора.
З 2009 року — член-кореспондент Національної академії правових наук України та член Національної комісії з радіаційного захисту населення України (до 2019 року).
З 2020 року, після реорганізації юридичного факультету КНУ, викладає в Навчально-науковому інституті права КНУ.

## Наукова діяльність
Авторка понад 400 наукових робіт, зокрема підручників, навчальних посібників та монографій. Наукова керівниця та консультантка понад 10 докторів та кандидатів наук.
Арбітр Міжнародного комерційного арбітражного суду при Торгово-промисловій палаті України. Арбітр Вільнюського комерційного арбітражного суду. Членкиня Української асоціації міжнародного права, редакційних колегій часописів «Вісник Київського національного університету імені Тараса Шевченка. Юридичні науки» та «Екологічне право України».
Членкиня Міжнародної асоціації юристів, Експертної ради з права при Державній акредитаційній комісії України та Експертної ради з юридичних та політичних наук Вищої атестаційної комісії України, також її вчений секретар.

## Науковий доробок (частковий)
- Взаимосвязь правовой культуры и демократии в социалистическом обществе: диссертация кандидата юридических наук : 12.00.01. — Киев, 1986. — 211 с.
- Плани практичних занять по дисципліні «Кримінальне законодавство» для керівних працівників системи Мінжитлокомунгоспу УРСР. / Київ: Видавництво ІПК Мінжитлокомунгоспу УРСР. — 1987.
- Як набути будинок в селі / Бюллетень виконавчого комітету Київської міської ради народних депутатів. — 1988. № 2.
- Виконком і його правові акти / Бюллетень виконавчого комітету Київської міської ради народних депутатів. — 1988. № 7.
- Якщо з Вами вчинили несправедливо / Бюллетень виконавчого комітету Київської міської ради народних депутатів. — 1988. № 8.
- Сесії Рад: теорія, практика, проблеми / Бюллетень виконавчого комітету Київської міської ради народних депутатів. — 1988. № 9.
- Посилення впливу людини на природу в епоху сучасного науково-технічного прогресу і право / Всесоюзна конференція: використання обчислювальної техніки для охорони навколишнього середовища в теплоенергетиці. — Тези доповідей. Севастополь. — 1988.
- Підвищення ролі Рад і удосконалення практики скликання та проведення сесій. / Бюллетень виконавчого комітету Київської міської ради народних депутатів. — 1988. — № 10.
- Програма по радянському законодавству для працівників юридичної служби підприємств, організацій і об'єднань житлово-комунального господарства Мінжитлокомунгоспу УРСР (учбово-методична розробка). / Київ: Вид-цтво ІПК Мінжитлокомунгоспу УРСР. — 1989, Балюк Г. І., Васильченко В. М., Пеньковський В. Ф.
- Закон про вибори і нове в розвитку радянської демократії / Бюллетень виконавчого комітету Київської міської ради народних депутатів. — 1989.
- Перебудова управління народним господарством і право / Бюллетень виконавчого комітету Київської міської ради народних депутатів. — 1989. № 2.
- Еколого-правові питання в депутатській діяльності / Бюллетень виконавчого комітету Київської міської ради народних депутатів. — 1989. № 3.
- Використання землі під колективні сади і городи / Бюллетень виконавчого комітету Київської міської ради народних депутатів. — 1989. № 6.
- Правова культура і правоохоронна діяльність міліції / Актуальні проблеми партійно-політичної роботи в органах внутрішніх справ в світлі сучасних вимог. Збірник наукових праць. — Ленінград, 1989. Балюк Г. І., Боер В. М., Молчанов А. А.
- Поняття і система злочинів проти природи / Бюллетень виконавчого комітету Київської міської ради народних депутатів. — 1989. № 7.
- Відповідальність за порушення законодавства про охорону природи / Бюллетень виконавчого комітету Київської міської ради народних депутатів. — 1989. № 8.
- Користування землею для потреб індивідуального житлово-побутового будівництва / Бюллетень виконавчого комітету Київської міської ради народних депутатів. — 1989. № 9.
- Про роботу за сумісництвом / Бюллетень виконавчого комітету Київської міської ради народних депутатів. — 1989. № 12.
- Правові проблеми відшкодування шкоди, заподіяної здоров'ю громадян в результаті радіоактивного забруднення навколишнього середовища / Республіканська конференція: стан здоров'я жителів Народицького та інших жорстко контрольованих районів — Київ: Мінздрав УРСР. — 1989.
- Громадянин. Суспільство. Закон (навчальний посібник) / Київ: Політвидав України, 1989. Балюк Г. І., Дзера О. В., Ярош В. М.
- Тринадцята зарплата / Бюллетень виконавчого комітету Київської міської ради народних депутатів. — 1990. № 1.
- Відповідальність за порушення земельного законодавства / Бюлетень виконавчого комітету Київської міської ради народних депутатів. — 1990. № 2.
- Правові аспекти відшкодування шкоди, заподіяної здоров'ю громадян внаслідок аварії на ЧАЕС (стаття) / Республіканська науково-практична конференція: Медичні аспекти ліквідації наслідків аварії на ЧАЕС. — Київ. — 1992.
- Деякі аспекти реалізації екологічного права / Республіканська науково-практична конференція: Концептуальні питання створення нового Цивільного кодексу України // Збірник доповідей. — Київ. — 1992.
- Радіаційна безпека як складова екологічної безпеки України / Науково-практична конференція: Політика України в галузі охорони довкілля та екологічна безпека// Збірник тез наукових доповідей. — Київ. — 1993.
- Деякі проблеми права власності на природні ресурси в новому Господарському (Торговому) кодексі (стаття) / Науково-практична конференція: Проблеми становлення господарського законодавства в Україні// Збірник наукових статей і матеріалів конференції. — Донецьк. — 1993.
- Правові аспекти використання радіоактивно-забруднених земель / Науково-практична конференція «Проблеми земельної реформи в Україні» / Збірник наукових статей. — Київ. — 1994.
- Чорнобиль: деякі правові питання радіаційної безпеки (стаття) / Міжнародний симпозіум: «Розвиток науки та технологій: соціально-економічна доцільність і екологічна безпека». — Київ. 1994.
- Аграрно-економічні проблеми в Україні і право / Міждержавний науковий семінар: Сучасні проблеми охорони і відтворення родючості ґрунтів: екологія, економія, право. — Одеса. — Київ. — 1994.
- Збірник задач з екологічного права для студентів юридичних вузів (загальна частина) / Київ: Київський нац. університет ім. Т. Шевченка, 1994. Андрейцев В. І., Балюк Г. І., Ковальчук Т. Г., Краснова М. В.
- Правові проблеми збереження і захоронення радіоактивних відходів / Міжнародний науково-практичний семінар: «Проблеми удосконалення екологічного законодавства і управління в сфері охорони навколишнього середовища». — Київ. — 1994.
- Інститут відшкодування шкоди заподіяної внаслідок радіоактивного забруднення в новому Цивільному кодексі України / Міжнародна наукова конференція «150 років Сербського Цивільного кодексу» // Збірник наукових статей. — Ніш. — 1994.
- Юридична відповідальність за ядерну шкоду / Міжнародний симпозіум: "Правові проблеми екологічного ліцензування, контролю і юридичної відповідальності за екологічні правопорушення. — Хмельницький. — 1995.
- Тематика курсових робіт з екологічного права / Київ: МАУП. — 1995
- Завдання для виконання контрольних робіт з дисципліни «Екологічне право» / Київ: МАУП. — 1995
- Програма вивчення дисципліни «Екологічне право» / Київ: МАУП. — 1995
- Навчально-методичні матеріали з еколого-правових дисциплін. Частина 2. Завдання для практичних занять з курсу «Екологічне право» / Київ: Київський нац. університет ім. Т. Шевченка, — 1995. Андрейцев В. І., Балюк Г. І., Ковальчук Т. Г., Краснова М. В.
- Метод правового регулювання в ядерному праві України / Науковий вісник Чернівецького університету. Серія Правознавство. Випуск 2. — Чернівці, 1995.
- Ядерне право України: до предмету правового регулювання / Науковий вісник Чернівецького університету. Серія Правознавство. Випуск 1. — Чернівці, 1995
- Правові аспекти радіаційної безпеки, пов'язані з Чорнобильською катастрофою / Матеріали науково-практичної конференції молодих юристів: «Майбутнє правової системи України». — Київ, 15-16 березня 1995.
- Правові аспекти радіоекології в співвідношенні з екологічним правом України / Вісник Київського нац. університету ім. Т. Шевченка. — Серія: Юридичні науки. — Випуск 33/34. — 1995.
- Аварія на ЧАЕС і правове регулювання радіаційної безпеки / Теоретичні та практичні проблеми становлення правової держави в Україні // Збірник наукових статей . — Чернівці: Чернівецький університет. — 1995.
- Правові аспекти приватизації земель на радіоактивно забруднених територіях / Матеріали науково-практичної конференції молодих юристів «Право власності в Україні в умовах ринкових відносин». — Одеса, 22—24 вересня 1995.
- Атомне право і правові аспекти радіаційної безпеки / Матеріали науково-практичної конференції «Правова держава Україна: проблеми, перспективи розвитку». Харків, 4—11 листопада 1995.
- До проблеми систематизації і кодифікації ядерного законодавства / Матеріали ІІІ Всеукраїнської науково-практичної конференції «Стан кодифікаційного процесу в Україні: системність пріоритети, уніфікація». — Львів, 7—8 грудня 1995.
- Право приватної власності громадян на радіоактивно забруднених землях / Матеріали міжнародної конференції «Україна в світових земельних, продовольчих, кормових ресурсах і економічних відносинах». — Вінниця, 11—14 грудня 1995.
- Правові проблеми соціального захисту громадян, що постраждали внаслідок Чорнобильської катастрофи / Проблеми соціального захисту в Україні // Матеріали науково-практичної конференції. — Чернігів, 20—24 червня 1996.
- Правові аспекти забезпечення ядерної та радіаційної (радіоекологічної) безпеки в Україні / Київ: Міносвіти України, Київський нац. університет ім. Т. Шевченка, 1996.
- Ядерне право України: стан і перспективи розвитку (правові аспекти радіоекології) / Київ: Міносвіти України, Київський нац. університет ім. Т. Шевченка, 1996.
- Правові проблеми фінансування природо-охоронних заходів, пов'язаних з забезпеченням радіаційної безпеки / Збірник статей Міжнародної наукової конференції «Проблеми фінансового права» (випуск 2). — Чернівці. — 1996.
- Правові аспекти удосконалення фінансового законодавства з питань пом'якшення наслідків Чорнобильської катастрофи, забезпечення ядерної та радіаційної безпеки / Збірник статей Міжнародної наукової конференції «Проблеми фінансового права» (випуск 1). — Чернівці. — 1996.
- Еколого-правові проблеми страхування ядерної шкоди / Конференція: «Розвиток законодавства України». — Київ: Інститут законодавства Верховної Ради України // Матеріали науково-практичної конференції. — Київ, травень 1996.
- Правові аспекти забезпечення ядерної та радіаційної (радіоекологічної) безпеки в Україні: Монографія / Г. І. Балюк — К.: Віпол, 1997—196 с.
- Програма спецкурсу «Цивільно-правова відповідальність за ядерну шкоду» / Київ: Київський нац. університет ім. Т. Шевченка, — 1998
- Програма спецкурсу «Ядерне законодавство України» / Київ: Київський нац. університет ім. Т. Шевченка, — 1999
- Контроль і нагляд за додержанням законодавства про ядерну та радіаційну безпеку // Екологічний контроль: питання теорії і практики / Монографія. Київ: Інститут держави і права ім. В. М. Корецького НАН України, 1999. Балюк Г. І., Шемшушенко Ю. С., Малишева Н. Р. та інші
- Проблеми формування та становлення ядерного права України: Дис… д-ра юрид. наук: 12.00.06; 12.00.01 / Київський ун-т ім. Тараса Шевченка. — К., 2000. — 363 арк.
- Програма спецкурсу «Ядерне право України» / Київ: Київський нац. університет ім. Т. Шевченка, — 2000
- Екологічне право: Особлива частина: Підручник для студентів юридичних вузів і факультетів: Повний академічний курс // За редакцією академіка АПрН В. І. Андрейцева. / К.: Істина, 2001. Андрейцев В. І., Балюк Г. І., Ковальчук Т. Г., Краснова М. В. та інші
- Програма з спецкурсу «Цивільно-правова відповідальність за ядерну шкоду» (доповнена, перероблена) / Київ: Київський нац. університет ім. Т. Шевченка, — 2002
- Проблеми імплементації Рамкової конвенції ООН про зміну клімату та Кіотського протоколу в Україні // За ред. акад. АпрН України Андрейцева В. І. / Київський нац. університет ім. Т. Шевченка. — К., 2003. у спвавторстві.
- Земельний кодекс України «Науково-практичний коментар». / Київ: ІнЮре, 2003. Шемшушенко Ю. С., Андрейцев В. І., Балюк Г. І., Семчик В. І.
- Земельний кодекс України «Науково-практичний коментар». 2-ге видання, перероблене й доповнене / Київ: ІнЮре, 2004. Шемшушенко Ю. С., Андрейцев В. І., Балюк Г. І., Семчик В. І.
- Науково-практичний коментар Цивільного кодексу України: у 2 т. (т. 2, ст. 1189). / К.; Юрінком Інтер, 2005. За відп. ред. О. В. Дзери (кор.авт.кол.)
- Екологічне право України. Академічний курс. Підручник для вищих навчальних закладів // За редакцією академіка НАН України Ю. С. Шемшученка / К.: «Юридична думка», 2005. Шемшученко Ю. С., Балюк Г. І. та інші
- Науково-практичний коментар Цивільного кодексу України: у 2 т. (т. 2, ст. 1189). / К.; Юрінком Інтер, 2006. За відп. ред. О. В. Дзери (кор.авт.кол.)
- Екологічне право. Курс лекцій в схемах (Загальна та особлива частини). Навчальний посібник. К.; Юрінком Інтер, 2006.
- Програма спецкурсу «Ядерне право України» / Київ: Київський нац. університет ім. Т. Шевченка, — 2006
- Програма спецкурсу «Цивільно-правова відповідальність за ядерну шкоду» / Київ: Київський нац. університет ім. Т. Шевченка, — 2006
- Програма спецкурсу «Цивільно-правова відповідальність за ядерну шкоду» (доповнена, перероблена). / Київ: Київський нац. університет ім. Т. Шевченка, — 2006
- Земельний кодекс України «Науково-практичний коментар». 3-тє видання, перероблене й доповнене. / Київ: ІнЮре, 2007. Шемшушенко Ю. С., Андрейцев В. І., Балюк Г. І., Семчик В. І.
- Основи правознавства. Підручник для середньої школи / К.: «Юрінком Інтер», 2007.
- Соціальний захист постраждалих внаслідок Чорнобильської катастрофи: збірник нормативних актів / Київ: Юрінком Інтер, 2007
- Програма спецкурсу «Ядерне право України» / Рівне: Міжнародний економіко-гуманітарний університет ім. акад. Степана Дем'янчука, — 2007
- Програма спецкурсу «Цивільно-правова відповідальність за ядерну шкоду» (доповнена, перероблена) / Рівне: Міжнародний економіко-гуманітарний університет ім. акад. Степана Дем'янчука, — 2007.
- Земельне право України: підручник / за ред. В. В. Носіка // К.: Видавничо-поліграфічний центр «Київський університет». — 2008. Г. І. Балюк, Т. О. Коваленко, В. В. Носік та ін.
- Екологічне право України. Академічний курс. Підручник для вищих навчальних закладів // За редакцією академіка НАН України Ю. С. Шемшученка. / К.: «Юридична думка», 2008. Видання друге. Шемшученко Ю. С., Балюк Г. І. та інші
- Науково-практичний коментар Лісового кодексу України. К.; Юрінком Інтер, 2009. Балюк Г. І., Гетьман А. П., Ковальчук Т. Г. та інші
- Земельний кодекс України «Науково-практичний коментар». 4-те видання, перероблене й доповнене. / Київ: ІнЮре, 2009. Шемшушенко Ю. С., Семчик В. І., Балюк Г. І.
- Робоча навчальна програма «Право екологічної безпеки» / Київ: Київський нац. університет ім. Т. Шевченка, — 2008. Краснова М. В., Балюк Г. І., Позняк Е. В., Шомпол О. А. та інші
- Робоча навчальна програма «Цивільно-правова відповідальність за ядерну шкоду» / Київ: Київський нац. університет ім. Т. Шевченка, — 2009.
- Робоча навчальна програма «Екологічне право» / Київ: Київський нац. університет ім. Т. Шевченка, — 2009
- Робоча навчальна програма «Актуальні проблеми екологічного права» / Київ: Київський нац. університет ім. Т. Шевченка, — 2009.
- Правове забезпечення радіаційної безпеки в Україні (навчальний посібник) / Київ: Обрій, 2010. Сушик О. В., Балюк Г. І., Кронда О. Ю.
- Тваринний світ України і правова охорона, використання та відтворення / К.; Юрінком Інтер, 2010. — 384с. Балюк Г. І., Гетьман А. П., Ковальчук Т. Г. та інші
- Науково-практичний коментар Цивільного кодексу України: у 2 т. — 4-те вид., перероб. і допов.– т. ІІ. / К.; Юрінком Інтер, 2011. — С.877-882. за ред. О. В. Дзери (кер.авт.кол.), Н. С. Кузнєцової, В. В. Луця.
- Юридичні терміни та вислови (афоризми) з Римського права (латинською, українською і російською мовами) / К.: ВГЛ «Обрій». 2011. За ред. Г. І. Балюк, Т. Г. Ковальчук
- Еколого-правові проблеми у сфері трансплантології (навчальний посібник) / К.: Київський національний університет імені Тараса Шевченка, 2011.
- Науково-практичний коментар Закону України «Про охорону атмосферного повітря» / К.; Юрінком Інтер, 2011. Балюк Г. І., Гриценко І.С, Ковальчук Т. Г. та інші
- Цивільно-правова відповідальність за ядерну шкоду (навчальний посібник) / Чернівці: 2012. Кондратьєв А. В., Балюк Г. І., Сушик О. В., Кронда О. Ю.
- Органи державної влади у галузі екології: збірник нормативно-правових актів України / Чернівці: 2012. Кондратьєв А. В., Балюк Г. І., Сушик О. В., Ковальчук Т. Г., Краснова М. В.
- Екологічне право: словник термінів (українською, російською, англійською мовами) / ред. Г. І. Балюк, О. А. Купрієвич. / Київський національний університет імені Тараса Шевченка, юридичний факультет, кафедра екологічного права. — Чернівці: Кондратьєв А. В., 2013. — 332 с.
- Навчальний посібник «Правове регулювання забезпечення екологічної безпеки в діяльності Збройних Сил України» / — К.: Київський національний університет імені Т.Шевченка, кафедра екологічного права. Чернівці: Кондратьєв А. В., 2015. — 120 с.
- Проблеми права екологічної безпеки: Навчальний посібник / М. В. Краснова, Г. І. Балюк, А. Г. Бобкова [та ін.]; під заг.ред. М. В. Краснової та Р. С. Кіріна; відп. ред.. В. І. Андрейцев; М-во освіти і науки України; Київ. нац. ун-т. — Дніпро: НГУ, 2016. — 575 с.
- Актуальні проблеми екологічного права України: забезпечення екологічної безпеки: монографія / Балюк Г. І. та ін.; за заг. ред. доктора юридичних наук, професора, члена-кореспондента НАПрН України Г. І. Балюк; Київський національний університет імені Тараса Шевченка, Чернівці: Кондратьєв А. В., 2020. 456 с.
- Екологiчне право України: Конспект лекцiй у схемах (загальна i особлива частина): навч. посiбник Вид. 2-е, виправлене і доповнене. Чернівці: Кондратьєв А. В., 2020. 204 с.
- Соціально-екологічні ризики в Україні: правовий аспект: монографія / Г. І. Балюк, Ю. Л. Власенко, М. І. Іншин, Т. Г. Ковальчук та інш.; ред. колег.: М. І. Іншин (голова) та Я. Я. Мельник (заст. голови). Київ: «Видавництво Людмила», 2021. 208 с.

## Нагороди
- 2003 — нагрудний знак «Відмінник освіти України»
- 2007 — грамота Міністерства освіти і науки України
- 2011 — заслужений юрист України
- 2011 — відзнака Верховної Ради України «20 років НКРЗУ»
- 2012 — відзнака «20 років внутрішньої безпеки МВС України»
- 2016 — почесна грамота КНУ імені Тараса Шевченка
- 2017 — почесна грамота Кабінету Міністрів України
- 2021 — почесна грамота Національної академії наук України
- медаль «За трудову доблесть»
- медаль «У пам'ять 1500-річчя Києва»[4]